# Lục quân Iraq
Lục quân Iraq là lực lượng mặt đất của Lực lượng Vũ trang Iraq. Lực lượng này đã hoạt động trong nhiều biến thể khác nhau trong suốt thế kỷ XX và XXI. Nó còn được gọi là Quân đội Hoàng gia Iraq cho đến cuộc đảo chính tháng 7 năm 1958.